# Uciekać
Uciekać (ang. Breaking Away) – komedia w reżyserii Petera Yatesa z 1979 roku.

## Obsada
- Dennis Christopher jako Dave Stoller
- Dennis Quaid jako Mike
- Daniel Stern jako Cyril
- Jackie Earle Haley jako Moocher
- Paul Dooley jako Raymond Stoller
- Barbara Barrie jako Evelyn Stoller
- Robyn Douglass jako Katherine
- Hart Bochner jako Rod
- P.J. Soles jako Suzy
- Amy Wright jako Nancy
- John Ashton jako Roy, brat Mike’a

## Nagrody
- Oscar 1980: Oscar za najlepszy scenariusz oryginalny – Steve Tesich
- Złoty Glob 1979: Najlepsza komedia lub musical
- BAFTA: Najbardziej obiecujący debiut filmowy - Dennis Christopher